# First Division (Zypern) 2012/13
Die First Division 2012/13, aus Sponsorengründen auch Marfin Laiki League genannt, war die 74. Spielzeit der höchsten zyprischen Spielklasse im Männerfußball. Sie begann am 1. September 2012 und endete am 23. Mai 2013. Titelverteidiger AEL Limassol konnte den Titel nicht verteidigen und wurde nur Fünfter. Meister wurde zum 22. Mal APOEL Nikosia.

## Vereine
| Verein                | Stadt     | Stadion                      | Kapazität |
| --------------------- | --------- | ---------------------------- | --------- |
| Ethnikos Achnas       | Achna     | Dasaki-Stadion               | 04.000    |
| AO Agia Napa          | Agia Napa | Tasos-Marcou-Stadion         | 05.800    |
| Anorthosis Famagusta  | Larnaka   | Antonis-Papadopoulos-Stadion | 13.536    |
| Nea Salamis Famagusta | Larnaka   | Ammochostos-Stadion          | 05.500    |
| AEK Larnaka           | Larnaka   | GSZ-Stadion                  | 13.032    |
| Alki Larnaka          | Larnaka   | GSZ-Stadion                  | 13.032    |
| AEL Limassol          | Limassol  | Tsirio-Stadion               | 14.000    |
| Apollon Limassol      | Limassol  | Tsirio-Stadion               | 14.000    |
| Doxa Katokopia        | Nikosia   | Dasaki-Stadion               | 04.000    |
| APOEL Nikosia         | Nikosia   | GSP-Stadion                  | 22.859    |
| Olympiakos Nikosia    | Nikosia   | GSP-Stadion                  | 22.859    |
| Omonia Nikosia        | Nikosia   | GSP-Stadion                  | 22.859    |
| AE Paphos             | Paphos    | Pafiako-Stadion              | 10.000    |
| Enosis Neon Paralimni | Paralimni | Paralimni-Stadion            | 05.800    |

## Erste Runde
In der ersten Saisonrunde spielen die 14 Vereine um die Platzierungen, nach denen die Mannschaften in der zweiten Saisonhälfte in drei Gruppen zu je vier Teams gegliedert werden. Die beiden letztplatzierten Vereine hingegen steigen direkt nach der ersten Runde in die Second Division ab. Die Spiele haben am 1. September 2012 begonnen.
Die vier bestplatzierten Vereine erreichen die Meisterschaftsrunde, die Teams auf den Plätzen neun bis zwölf spielen gegen den Abstieg. Die mittlere Gruppe dazwischen trägt lediglich Platzierungsspiele aus. Zu bemerken ist, dass in den einzelnen Gruppen die jeweils erreichte Punktzahl aus den 26 Spielen der Vorrunde übertragen wird, sodass die jeweilige zweite Runde je nach Tabellensituation teilweise nur geringfügige Änderungen hervorrufen kann.
Bei Punktgleichstand ist für die Platzierung zunächst der direkte Vergleich ausschlaggebend.

### Tabelle
| Pl. | Verein                | Sp. | S  | U  | N  | Tore    | Diff. | Punkte |
| --- | --------------------- | --- | -- | -- | -- | ------- | ----- | ------ |
| 1.  | APOEL Nikosia         | 26  | 21 | 3  | 2  | 056:100 | +46   | 66     |
| 2.  | Anorthosis Famagusta  | 26  | 18 | 6  | 2  | 057:210 | +36   | 60     |
| 3.  | AEK Larnaka           | 26  | 17 | 4  | 5  | 050:210 | +29   | 55     |
| 4.  | Omonia Nikosia (P)    | 26  | 16 | 5  | 5  | 051:220 | +29   | 53     |
| 5.  | AEL Limassol (M)      | 26  | 14 | 9  | 3  | 046:260 | +20   | 51     |
| 6.  | Apollon Limassol      | 26  | 11 | 7  | 8  | 032:240 | +8    | 40     |
| 7.  | Doxa Katokopia (N)    | 26  | 8  | 6  | 12 | 026:400 | −14   | 30     |
| 8.  | Enosis Neon Paralimni | 26  | 6  | 10 | 10 | 023:350 | −12   | 28     |
| 9.  | Alki Larnaka          | 26  | 6  | 7  | 13 | 033:460 | −13   | 25     |
| 10. | Olympiakos Nikosia 1  | 26  | 6  | 9  | 11 | 036:440 | −8    | 24     |
| 11. | Nea Salamis Famagusta | 26  | 6  | 5  | 15 | 018:360 | −18   | 23     |
| 12. | Ethnikos Achnas       | 26  | 4  | 10 | 12 | 028:400 | −12   | 22     |
| 13. | AO Agia Napa (N)      | 26  | 2  | 2  | 22 | 015:590 | −44   | 08     |
| 14. | AE Paphos 2 (N)       | 26  | 4  | 3  | 19 | 017:640 | −47   | 06     |

| (M) | amtierender zyprischer Meister     |
| (P) | amtierender zyprischer Pokalsieger |
| (N) | Neuaufsteiger der letzten Saison   |

### Kreuztabelle
| 2012/13               | AEK Larnaka | AEL Limassol | PAP | Alki Larnaka |     | APOEL Nikosia | Apollon Limassol | AO Agia Napa | Doxa Katokopia | ENP | Ethnikos Achnas | Nea Salamis Famagusta | Olympiakos Nikosia | Omonia Nikosia |
| --------------------- | ----------- | ------------ | --- | ------------ | --- | ------------- | ---------------- | ------------ | -------------- | --- | --------------- | --------------------- | ------------------ | -------------- |
| AEK Larnaka           |             | 1:2          | 4:0 | 2:0          | 2:3 | 0:1           | 2:0              | 3:0          | 1:2            | 5:0 | 2:1             | 1:2                   | 1:0                | 2:1            |
| AEL Limassol          | 2:2         |              | 4:0 | 3:1          | 1:1 | 1:3           | 3:2              | 2:0          | 2:0            | 1:1 | 1:1             | 2:1                   | 1:1                | 1:1            |
| AE Paphos             | 0:3         | 1:3          |     | 1:4          | 0:2 | 0:2           | 0:1              | 3:0          | 0:4            | 0:1 | 0:0             | 1:0                   | 0:5                | 1:2            |
| Alki Larnaka          | 0:1         | 2:3          | 0:2 |              | 0:3 | 1:3           | 1:3              | 0:2          | 2:2            | 1:1 | 6:5             | 1:0                   | 0:0                | 2:4            |
| Anorthosis Famagusta  | 1:1         | 1:1          | 5:1 | 3:0          |     | 0:2           | 0:0              | 5:1          | 3:0            | 1:1 | 5:1             | 1:0                   | 4:3                | 2:0            |
| APOEL Nikosia         | 1:2         | 2:0          | 6:0 | 1:1          | 0:1 |               | 1:0              | 4:1          | 3:1            | 1:0 | 1:0             | 2:0                   | 4:0                | 1:1            |
| Apollon Limassol      | 1:2         | 0:0          | 4:0 | 2:1          | 0:2 | 1:2           |                  | 2:1          | 1:0            | 0:0 | 2:0             | 3:1                   | 1:1                | 2:1            |
| AO Agia Napa          | 1:1         | 0:4          | 1:2 | 0:3          | 0:1 | 0:2           | 0:1              |              | 0:2            | 1:4 | 1:0             | 1:2                   | 1:1                | 0:3            |
| Doxa Katokopia        | 2:6         | 1:3          | 1:0 | 0:1          | 0:2 | 0:3           | 0:0              | 2:1          |                | 1:1 | 1:1             | 1:0                   | 1:1                | 1:1            |
| Enosis Neon Paralimni | 1:2         | 1:2          | 1:1 | 1:1          | 1:2 | 0:5           | 0:3              | 1:0          | 1:0            |     | 1:1             | 0:0                   | 1:2                | 0:1            |
| Ethnikos Achnas       | 0:1         | 1:3          | 3:0 | 0:2          | 2:2 | 0:1           | 1:1              | 2:1          | 3:1            | 0:0 |                 | 1:1                   | 1:1                | 1:1            |
| Nea Salamis Famagusta | 0:0         | 0:1          | 1:1 | 1:1          | 2:1 | 0:3           | 2:0              | 1:0          | 0:1            | 0:2 | 0:1             |                       | 3:2                | 0:1            |
| Olympiakos Nikosia    | 0:2         | 0:0          | 3:1 | 2:2          | 1:3 | 0:2           | 1:1              | 3:2          | 1:2            | 2:3 | 3:1             | 2:1                   |                    | 1:4            |
| Omonia Nikosia        | 0:1         | 2:0          | 4:2 | 1:0          | 1:3 | 0:0           | 2:1              | 5:0          | 3:0            | 2:0 | 2:1             | 6:0                   | 2:0                |                |

## Zweite Runde

### Meisterschaftsrunde
Die vier bestplatzierten Vereine der ersten Runde erreichen die Meisterschaftsrunde, in der es neben der Meisterschaft auch um die internationalen Plätze im Europapokal geht.

#### Abschlusstabelle
| Pl. | Verein               | Sp. | S  | U | N | Tore    | Diff. | Punkte |
| --- | -------------------- | --- | -- | - | - | ------- | ----- | ------ |
| 1.  | APOEL Nikosia        | 32  | 23 | 4 | 5 | 062:190 | +43   | 73     |
| 2.  | Anorthosis Famagusta | 32  | 20 | 8 | 4 | 060:290 | +31   | 68     |
| 3.  | Omonia Nikosia (P)   | 32  | 20 | 6 | 6 | 066:270 | +39   | 66     |
| 4.  | AEK Larnaka          | 32  | 19 | 4 | 9 | 055:280 | +27   | 61     |

| (P) | amtierender zyprischer Pokalsieger |

#### Kreuztabelle
| 2012/13              | AEK Larnaka |     | APOEL Nikosia | Omonia Nikosia |
| -------------------- | ----------- | --- | ------------- | -------------- |
| AEK Larnaka          |             | 0:1 | 0:1           | 0:2            |
| Anorthosis Famagusta | 0:3         |     | 2:1           | 0:0            |
| APOEL Nikosia        | 0:1         | 0:0 |               | 4:3            |
| Omonia Nikosia       | 3:1         | 4:0 | 3:0           |                |

### Platzierungsrunde
Die Vereine, welche die erste Runde auf den Plätzen fünf bis acht beendeten, tragen in der zweiten Runde noch Spiele aus, um die endgültige Platzierung zu ermitteln. Jedoch ist sowohl die Qualifikation für einen internationalen Wettbewerb, als auch der Abstieg in die Second Division nicht mehr möglich.

#### Abschlusstabelle
| Pl. | Verein                | Sp. | S  | U  | N  | Tore    | Diff. | Punkte |
| --- | --------------------- | --- | -- | -- | -- | ------- | ----- | ------ |
| 5.  | AEL Limassol (M)      | 32  | 18 | 10 | 4  | 059:310 | +28   | 64     |
| 6.  | Apollon Limassol 3    | 32  | 13 | 9  | 10 | 040:310 | +9    | 48     |
| 7.  | Doxa Katokopia (N)    | 32  | 10 | 9  | 13 | 033:470 | −14   | 39     |
| 8.  | Enosis Neon Paralimni | 32  | 7  | 10 | 15 | 028:490 | −21   | 31     |

| (M) | amtierender zyprischer Meister   |
| (N) | Neuaufsteiger der letzten Saison |

#### Kreuztabelle
| 2012/13               | AEL Limassol | Apollon Limassol | Doxa Katokopia | ENP |
| --------------------- | ------------ | ---------------- | -------------- | --- |
| AEL Limassol          |              | 2:1              | 3:0            | 3:0 |
| Apollon Limassol      | 1:3          |                  | 0:0            | 4:1 |
| Doxa Katokopia        | 1:1          | 1:1              |                | 1:0 |
| Enosis Neon Paralimni | 2:1          | 0:1              | 2:4            |     |

### Abstiegsrunde
Nachdem in der ersten Runde bereits zwei Absteiger in die Second Division ermittelt wurden, spielen die vier teilnehmenden Vereine der Abstiegsrunde den dritten Absteiger untereinander aus.

#### Abschlusstabelle
| Pl. | Verein                | Sp. | S | U  | N  | Tore    | Diff. | Punkte |
| --- | --------------------- | --- | - | -- | -- | ------- | ----- | ------ |
| 9.  | Ethnikos Achnas       | 32  | 7 | 12 | 13 | 041:500 | −9    | 33     |
| 10. | Alki Larnaka          | 32  | 8 | 8  | 16 | 043:580 | −15   | 32     |
| 11. | Nea Salamis Famagusta | 32  | 8 | 7  | 17 | 027:440 | −17   | 31     |
| 12. | Olympiakos Nikosia 4  | 32  | 8 | 10 | 14 | 046:560 | −10   | 31     |

#### Kreuztabelle
| 2012/13               | Alki Larnaka | Ethnikos Achnas | Nea Salamis Famagusta | Olympiakos Nikosia |
| --------------------- | ------------ | --------------- | --------------------- | ------------------ |
| Alki Larnaka          |              | 1:3             | 1:2                   | 2:1                |
| Ethnikos Achnas       | 1:1          |                 | 2:2                   | 3:1                |
| Nea Salamis Famagusta | 1:3          | 1:2             |                       | 3:0                |
| Olympiakos Nikosia    | 4:2          | 4:2             | 0:0                   |                    |

### Relegation
Der Elftplatzierte bestritt nach Abschluss der regulären Saison ein Relegationsspiel gegen den Viertplatzierten der Second Division um den Verbleib in der ersten Liga.
|                       | Ergebnis |                     |
| --------------------- | -------- | ------------------- |
| Nea Salamis Famagusta | 3:0      | Anagennisi Deryneia |

## Torschützenliste
| Pl. | Name             | Team                 | Tore |
| --- | ---------------- | -------------------- | ---- |
| 1.  | Vasconcelos      | Alki Larnaka         | 18   |
| 2.  | Andre Alves      | Omonia Nikosia       | 16   |
| 3.  | Marco Paixão     | Ethnikos Achnas      | 15   |
| 4.  | Barak Itzhaki    | Anorthosis Famagusta | 14   |
| 4.  | Juliano Spadacio | Anorthosis Famagusta | 14   |
| 6.  | Aldo Adorno      | APOEL Nikosia        | 13   |
| 6.  | Henrique         | Olympiakos Nikosia   | 13   |
| 8.  | Jan Rezek        | Anorthosis Famagusta | 12   |
| 8.  | Gustavo Manduca  | APOEL Nikosia        | 12   |
| 10. | Gaoussou Fofana  | Doxa Katokopia       | 11   |
| 10. | Nassir Maachi    | AEK Larnaka          | 11   |
| 10. | Djilli Vouho     | AEL Limassol         | 11   |